# Dulce de maní

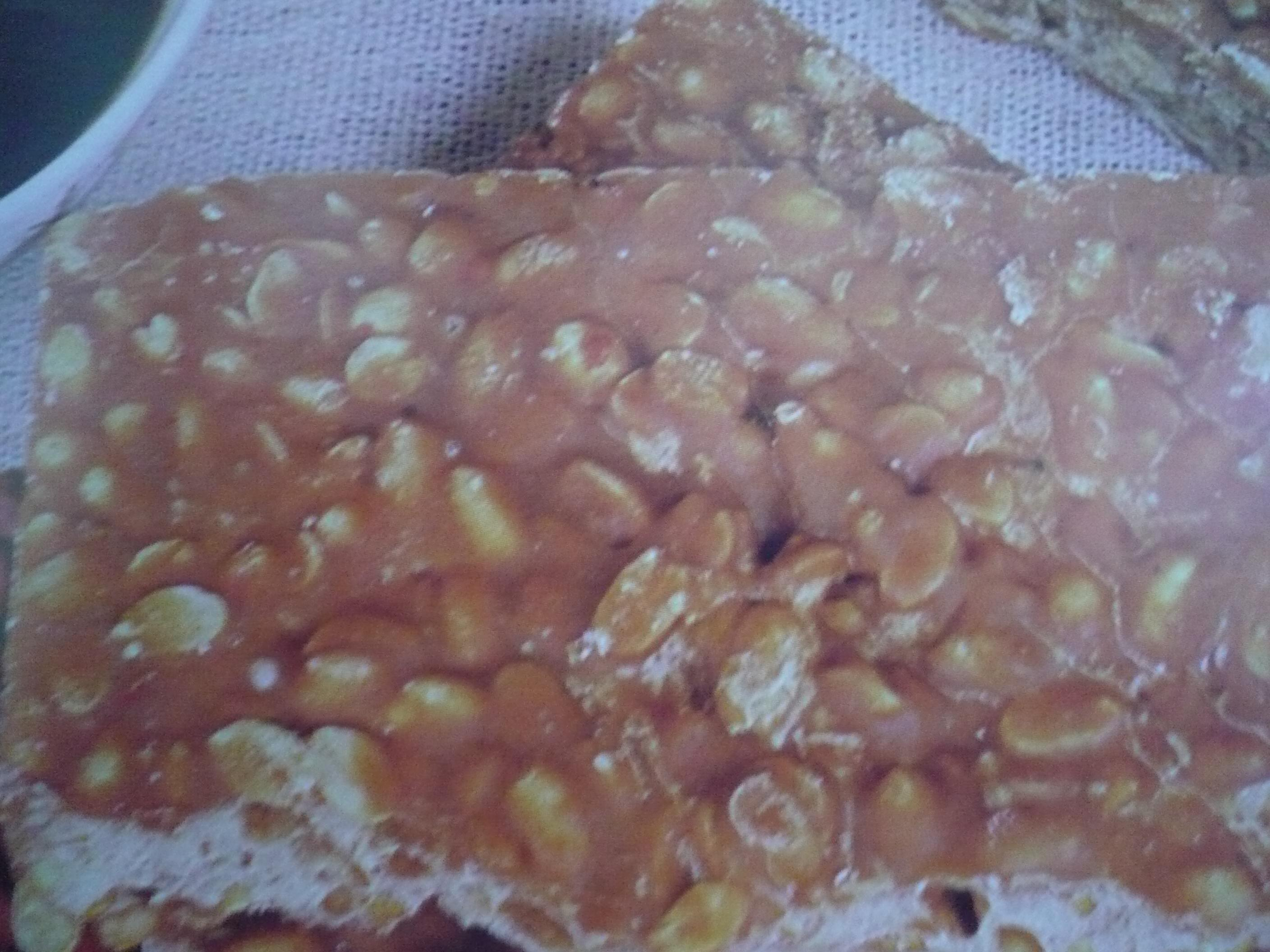
Ka'i Ladrillo.

El dulce de maní, conocido también como ka’i ladrillo, es un postre típico de la gastronomía paraguaya preparado con maní y miel negra de caña. Un postre parecido a este se consume en Latinoamérica, que es la garrapiñada. La diferencia radica en que la garrapiñada es un snack suelto, mientras que el dulce de maní paraguayo viene en forma compacta, similar a una tableta de chocolate. Otro producto similar, es la paçoca de amendoim que se consume en Brasil, con la diferencia de que esta posee una cosistencia terrosa pulimentada.
El nombre Ka'i ladrillo deriva de dos vocablos que, en efecto, se trata de una fusión del término guaranítico “ka'i” que significa “mono” y el término “ladrillo”, que designa genéricamente al elemento utilizado en la construcción, y que se utiliza figurativamente para nombrar objetos que tienen una forma parecida. De este modo, "ka'i ladrillo" se traduce como "ladrillo de mono" debido a su forma de paralelepípedo rectangular igual al ladrillo, mientras que el mono es popularmente referido de manera folklórica, al ser propio de las selvas paraguayas, como el mono miriquiná.
Para su elaboración se utilizan maní tostado y miel de caña. Alguna variedad admite el agregado de un pequeñísimo chorro de jugo de pomelo o de naranja agria, que le da un ligero sabor agridulce y amengua su excesivo dulzor. Se hierve la miel hasta que, revolviendo, se logre ver el fondo del recipiente. Se le agrega el maní entero o molido para cocinarlo por espacio de breves minutos más. Luego se vierte el preparado en moldes chatos previamente pasados por agua y se deja enfriar. Una vez fríos, se retiran los panes de dulce de los moldes.
En Cuba, sobre todo en la región central de las Villas y el poblado de San Antonio de las Vueltas es famoso también el dulce de maní, y son varias las formas en las que se prepara. Puede ser el grano molido después de tostado para luego prepararlo en turrón, o cocido en almíbar. También se prepara el grano entero envuelto en una almíbar espesada con miel de abejas. Es un dulce muy conocido y apreciado, consumido sobre todo en las navidades siendo común que sea brindado como obsequio a los visitantes durante las celebraciones de fin de año.